# Peter Matthias Haselberg
Peter Matthias Haselberg (* 12. Dezember 1712 in Greifswald; † 8. September 1780 in Wismar) war Landsyndikus von Schwedisch-Pommern und kommissarischer Direktor des Hofgerichts Greifswald.

## Leben
Der Sohn des Universitäts- und Konsistoriumssekretärs Peter Haselberg (1681–1783) und der Maria Margareta Clemasius, Tochter des Arztes Matthäus Clemasius und der Anna Katharina Alberti, wurde von dem Hauslehrer Bartholomäus Jordan unterrichtet, bis er 1728 sein Studium an der Universität Greifswald begann. Neben Jordan, der inzwischen Adjunkt der philosophischen Fakultät war, gehörten Andreas Westphal, Albert Georg Schwartz, Christian Nettelbladt, Philipp Balthasar Gerdes und Augustin Balthasar zu seinen Lehrern. Nach Bestehen einer Disputation unter Gerdes ging er 1732 zum Abschluss seiner Studien an die Universität Wittenberg.
1734 wurde er Sekretär an der Universität Greifswald. 1737 wurde er nach einer Inauguraldisputation Lizenziat der Rechte.
Im folgenden Jahr wurde er Stadtsyndikus von Greifswald. 1764 übernahm er das Amt des Landsyndikus von Schwedisch-Pommern. Von 1770 bis 1779 war er kommissarischer Direktor des Greifswalder Hofgerichts. Er starb auf einer Geschäftsreise in Wismar.

## Familie
Peter Matthias Haselberg war seit 1751 in erster Ehe mit Maria Dorothea Lütkemann († 1759) verheiratet, einer Tochter des Generalsuperintendenten Timotheus Lütkemann. Seine zweite Ehe schloss er 1760 mit Margareta Amalia Stenzler, einer Tochter des späteren Generalsuperintendenten Laurentius Stenzler. Der zweiten Ehe entstammten die beiden Söhne:
- Gabriel Peter von Haselberg (1763–1838), deutscher Rechtswissenschaftler
- Lorenz Wilhelm von Haselberg (1764–1844), deutscher Mediziner